# Gewone boogkever
De gewone boogkever (Trechus obtusus) is een keversoort uit de familie van de loopkevers (Carabidae). De wetenschappelijke naam van de soort werd in 1837 gepubliceerd door Wilhelm Ferdinand Erichson.